# SN 1991bf
SN 1991bf – supernowa typu Ia odkryta 13 listopada 1991 roku w galaktyce E471-G30. W momencie odkrycia miała maksymalną jasność 17,50m.